# Alice Bailey
Alice Ann Bailey, nata Alice LaTrobe Bateman (Manchester, 16 giugno 1880 – New York, 15 dicembre 1949), è stata un'esoterista, astrologa e teosofa britannica.

## Biografia
Nel 1907 partì per gli Stati Uniti, dove trascorse il resto della vita.
Nello stesso anno era divenuta membro dell'Ordine massonico Le Droit Humain, nella Verulam Lodge #525 di New York.
Da allora ha scritto molti libri di stile e contenuto spiritualista, occultista, astrologico, teosofico e teologico (anche in riferimento al cristianesimo). 

### Attività
Le sue opere, scritte fra il 1919 e il 1949, coprono una vasta gamma di sistemi e di argomenti filosofici ed esoterici quali ad esempio il rapporto tra spiritualità e sistema solare, la meditazione, i fondamenti psicologici e terapeutici della spiritualità, il destino delle nazioni, e le prescrizioni morali e politiche per una società del futuro. I suoi scritti forniscono poi molte informazioni sulla natura e sull'attività dei mahatma, appellativo riferito ai cosiddetti «Maestri di Saggezza», ciascuno impegnato a favorire il miglioramento di settori specifici delle attività umane, attraverso la collaborazione e il servizio di discepoli presenti in ogni nazione.
A partire dagli anni ottanta del secolo scorso, le informazioni fornite dalla Bailey saranno poi ulteriormente ampliate dai lavori dello studioso scozzese Benjamin Creme. La Bailey affermò che la maggior parte delle sue opere le erano state dettate telepaticamente da un «Maestro di Sapienza», chiamato anche «il Tibetano» e in seguito identificato con Djwhal Khul, ritenuto un maestro anche della Blavatskij.

### Riferimenti: da Blavatskij a Djwal Khul
Le sue opere furono grandemente influenzate dagli insegnamenti di Madame Blavatskij, pur con le dovute differenze rispetto al pensiero esoterico della prima teosofa. La Bailey scrisse anche riguardo temi religiosi, facendo ampio riferimento al patrimonio della teologia cristiana (pur se non nella sua forma ortodossa), posto che il suo pensiero rimane poco in accordo con una qualsivoglia religione specifica: la sua visione di una «società unificata» infatti include uno «spirito globale di religione» che necessiterebbe da parte degli uomini il superamento delle loro religioni particolari per confluire nell'unica religione universale. Una società unificata e una religione unificata sarebbero i due capisaldi che, nella visione escatologica della Bailey, caratterizzeranno l'ormai prossima Era dell'Acquario, secondo la concezione millenaristica propria della New Age.
Sotto la guida della Gerarchia dei Maestri di Saggezza, denominata «Fratellanza Bianca», il cui capo è Sanat Kumara, l'Era dell'Acquario sarà inaugurata da Maitreya, ossia l'«Istruttore del Mondo», responsabile di uno dei tre dipartimenti inferiori, quello che presiede allo sviluppo della coscienza e dell'amore, identificato dalla Bailey col Cristo (imam Mahdi per i musulmani). La prossima era si caratterizzerebbe per la grande importanza attribuita a un metodo educativo che avrebbe il compito di fare «dell'uomo un cittadino intelligente, un genitore saggio, una personalità controllata; deve metterlo in grado di compiere la sua parte nel lavoro del mondo e farne un essere che sappia vivere in pace, in armonia con il suo prossimo e disposto ad aiutarlo».

Nel trattato intitolato Educazione nella Nuova Era (1954), Alice Bailey presenta l'insegnamento del Maestro Djwal Khul che sottolinea come ogni settore nel quale l'uomo mette a frutto i propri talenti, da quello educativo a quello politico, da quello religioso a quello economico, debba essere rivalutato, e concepito innanzitutto nel suo significato e valore spirituale: 

### La nuova era
L'Era dell'Acquario si caratterizzerebbe per il senso di responsabilità al quale sarebbero chiamati tutti gli aspiranti e discepoli, indipendentemente dalle loro nazionalità, dai settori in cui operano, dagli orientamenti ideologici e dalle religioni professate: 

Fra i vari requisiti del discepolato, l'innocuità rappresenterebbe infatti la prima vera caratteristica di un servitore: 
L'Era dell'Acquario si caratterizzerebbe dunque per l'accento posto sulla condivisione e sulla fratellanza, e dunque sul riconoscimento dell'unità del genere umano, come di tutte le forme di vita. Da qui il richiamo a una società unificata, dove gli uomini possono ispirarsi a questi principi per la guida pratica della condotta e, abbandonata ogni forma di competizione, lavorare assieme per favorire la pace e la ricostruzione su basi più giuste di ogni campo delle attività umane: «Cos'è che ostacola l'unità mondiale e impedisce alle Nazioni Unite quei necessari accordi che pure si attendono ansiosamente? La risposta non è difficile e coinvolge tutti i paesi: sono il nazionalismo, il capitalismo, la competizione e la cupidigia».
Tutti vogliono sicurezza, felicità e convivenza pacifica, ma «finché le grandi Potenze, collaborando con le minori, non avranno risolto il problema economico, riconoscendo che le risorse della terra non appartengono a nessuno in particolare, ma all'umanità tutta, non ci sarà vera pace. Petrolio, frumento, cereali appartengono a tutti gli uomini ovunque siano».

### Problemi dell'umanità e sfruttamento del pianeta
Nel trattato intitolato I problemi dell'umanità (1951), Alice Bailey presenta l'analisi del Maestro Djwal Khul relativa a una serie di temi politici, economici e sociali. Questa analisi anticipa quelle che, a partire dai primi anni del XXI secolo, saranno le riflessioni dei più importanti esponenti della filosofia della condivisione, come quella riguardante il problema del capitale e del lavoro.

Il denaro, l'accumulo di attività finanziarie e il possesso e lo sfruttamento organizzato delle risorse della Terra rappresentano la prossima grande sfida da affrontare per l'uomo: 
 Questa unità va intesa come qualcosa per cui valga la pena di combattere, deve sorreggere tutta la riorganizzazione politica, sociale e religiosa e fornire la base dei sistemi educativi. L'unicità degli uomini, la comprensione e l'azione leale rappresenterebbero «gli unici concetti con cui costruire il mondo nuovo, abolire la competizione, porre fine allo sfruttamento di un settore umano da parte di un altro e alle sperequazioni delle risorse planetarie. Finché ci saranno grandi ricchi e poverissimi, gli uomini non saranno all'altezza del loro elevato destino».
Secondo il Maestro Djwal Khul, gli uomini devono innanzitutto riconoscere che «la causa di tutto il turbamento mondiale, delle guerre che hanno devastato l'umanità e della miseria così diffusa si può attribuire in gran parte a un gruppo di uomini egoisti che per secoli hanno sfruttato le masse e utilizzato il lavoro umano ai loro fini materialistici. Dai baroni feudali del Medioevo, ai potenti gruppi finanziari dell'era vittoriana, fino al pugno di capitalisti – nazionali e internazionali – che oggi controllano le risorse planetarie, il sistema capitalista si è affermato e ha gettato il mondo in rovina».
Secondo l'analisi del Maestro Djwal Khul, questo gruppo si sarebbe impadronito delle risorse e dei generi di consumo necessari alla vita civile, cosa che ha potuto fare in quanto possedeva e controllava le ricchezze. Esso ha dato vita «alle enormi sperequazioni fra ricchi e poveri, ama il denaro e il suo potere, ha sostenuto governi e uomini politici, si è imposto all'elettorato, ha reso possibili le meschine politiche nazionalistiche, ha finanziato imprese mondiali e controllato il petrolio, il carbone, l'energia elettrica, i trasporti; dirige, palesemente o in segreto, le attività bancarie».
Nell'esaminare la situazione degli anni cinquanta e lo scenario economico e sociale dei decenni successivi, il Maestro Djwal Khul attribuisce la responsabilità della miseria a certi gruppi di affaristi, banchieri, monopolisti, amministratori di immense società, che operano in rapporto fra loro e solo per guadagni personali o delle loro società. Essi non avrebbero interesse a beneficiare il pubblico, se non nella misura in cui la richiesta di migliori condizioni di vita li metta in grado – per la legge della domanda e dell'offerta – di fornire merci, trasporti, luce ed energia, assicurando loro maggiori proventi finanziari.
Le ramificazioni del dominio finanziario di questi uomini e organizzazioni avrebbero agito in ogni nazione prima e dopo il secondo conflitto mondiale. Essi rappresenterebbero «la minaccia più grave per il genere umano, dominano la politica, comprano uomini eminenti in ogni nazione, si assicurano il silenzio con le minacce, il denaro e la paura, ammassano ricchezze e acquistano spuria popolarità con imprese filantropiche; le loro famiglie godono di tutti gli agi e di rado conoscono il lavoro, ordinato da Dio; si circondano di bellezza, lusso e possessi e chiudono gli occhi alla povertà, all'infelicità, alla penuria di ogni genere, all'inedia e alla miseria dei milioni di uomini in mezzo a cui vivono; fanno beneficenza e osservano i doveri religiosi come balsamo per le loro coscienze o per evitare le tasse sul reddito; forniscono lavoro a migliaia di persone, ma badano che il salario sia tanto modesto da non consentire loro né agiatezza, né cultura».
Nonostante ciò, il potere sarà in futuro nelle mani delle masse: «Esse avanzano, e per il solo peso del numero, per il loro pensiero pianificato e le interrelazioni sempre più fitte fra i movimenti operai di tutto il mondo, niente può oggi arrestarle. Il vantaggio principale che il lavoro ha sul capitale è che quello opera per molti milioni di uomini, mentre questo tende al bene di pochi».

### Il discepolato
Nei suoi scritti emerge un modo nuovo di intendere il discepolato. Le antiche regole per i discepoli, valide anche ai giorni nostri, devono tenere conto dello sviluppo mentale dell'uomo moderno, del suo bagaglio di conoscenze ed esperienze, e includere nuovi approcci, verità più ampie, una maggiore libertà d'azione e un costante servizio al prossimo, che vada oltre il proprio egocentrismo e tornaconto personale e sia capace di superare il separativismo dottrinario, anteponendo i bisogni dell'uomo alle ideologie. Un discepolo si distingue soprattutto per la sua buona volontà: 
Per poter iniziare il Sentiero del discepolato devono essere chiaramente avvertiti il senso di fratellanza e il bisogno di condivisione tra i popoli, nonostante le diversità culturali e religiose, e deve essere intuita l'unità del genere umano, il cui fine è il ritorno a Dio.
A questi elementi si aggiunge una determinazione, ferma e perseverante, di intraprendere, mentre si serve in mezzo agli uomini, un cammino di autodisciplina della propria natura istintuale, tenendo presente che il discepolo si forma mediante il conseguimento del dominio di sé e non mediante l'obbedienza cieca ad altri.
Il discepolo si dedica totalmente all'opera di trasmutazione del sé inferiore, vigilando sul raffinamento e potenziamento delle sue capacità fisiche, emotive e mentali, così da poter servire meglio. Il servizio altruistico e la meditazione rappresentano per un discepolo le due facce di un'unica medaglia, procedendo di pari passo per condurlo verso un progresso spirituale sempre più elevato, fino a consentirgli di riassumere nella propria vita gli insegnamenti del Buddha e del Cristo, considerati dalla Bailey come consecutivi e interconnessi.

L'esempio del Buddha mostrerebbe al discepolo l'importanza del distacco o non attaccamento, dell'impersonalità e della discriminazione. L'esempio del Cristo mostrerebbe invece l'importanza di subordinare la personalità e l'individuo all'interesse e al bene comune, favorendo la comprensione del lavoro di gruppo e l'accrescersi di un amore sempre più inclusivo.
Il discepolo potrà in tal modo salire progressivamente la scala delle iniziazioni, corrispondenti ai sette piani della manifestazione divina, lungo i quali si articola la gerarchia dei maestri, per potersi elevare un giorno lui stesso alla condizione di maestro.

### Fortuna
Secondo quanto afferma Robert S. Ellwood, la sua filosofia e i suoi scritti sono ancora il fulcro ideologico dei gruppi e delle organizzazioni da lei fondate, quali la Lucis Trust, l'Arcane School, il Nuovo Gruppo di Servitori Mondiali e i Gruppi di Meditazione della Luna Piena.
Secondo vari studiosi di scienze esoteriche, fra cui Rudolph Hausner, Andrea Braggio, Oliver L. Reiser e Benjamin Creme, gli insegnamenti presenti negli scritti di Alice Bailey hanno avuto il merito, assieme al pensiero di H.P. Blavatsky ed Helena Roerich, di considerare il servizio all'umanità sofferente come il requisito più importante per uscire dal proprio egoismo e progredire spiritualmente: «Si impara la maestria risolvendo i problemi, correggendo gli errori, soccorrendo l'umanità e nell'oblio di se stessi».
L'accettazione del principio di condivisione, di cui parla la Bailey nell'opera I problemi dell'umanità, rappresenta inoltre il primo passo per creare le condizioni sociali di un mondo più giusto e per la futura risoluzione dei problemi più urgenti, come lo sfruttamento del lavoro umano, la manipolazione delle principali risorse planetarie e il ricorso alla guerra per profitto privato o commerciale. Nonostante la crisi profonda in cui versa l'umanità, nuovi valori possono essere riconosciuti: «Un giorno i principi della collaborazione e della partecipazione sostituiranno l'avidità di possesso e la competizione. Questo è l'inevitabile futuro progresso del genere umano, preparato dall'intero processo evolutivo»

### Critiche
Alcune controversie sono sorte riguardo certe affermazioni della teosofa riguardo al nazionalismo, l'isolazionismo statunitense, il totalitarismo sovietico, il fascismo, il sionismo, il nazismo, le relazioni fra razze, i popoli di stirpe africana, gli ebrei, nonché l'ebraismo e il cristianesimo in quanto religioni. Il rabbino Yonassan Gershom, insieme ad altri, ha tacciato i suoi scritti come razzisti e antisemiti.

## Opere
I libri di Alice Bailey sono disponibili on line nella loro interezza, tradotti in italiano. 
L'elenco completo delle opere è il seguente:
In collaborazione con Djwhal Khul
- Iniziazione Umana e Solare — 1922
- Lettere sulla Meditazione Occulta — 1922
- Trattato sul Fuoco Cosmico — 1925
- La luce dell'Anima — 1927
- Trattato di magia bianca — 1934
- Il Discepolato nella Nuova Era — Volume I - 1944
- Il Discepolato nella Nuova Era — Volume II - 1955
- I Problemi dell'umanità — 1947
- Il Ritorno del Cristo — 1948
- Il Destino delle Nazioni — 1949
- L'Illusione quale problema mondiale — 1950
- Telepatia e il veicolo eterico — 1950
- L'Educazione nella Nuova Era — 1954
- L'Esteriorizzazione della Gerarchia — 1957
- Trattato dei Sette Raggi:
  - Volume 1: Psicologia esoterica I — 1936
  - Volume 2: Psicologia esoterica II — 1942
  - Volume 3: Astrologia esoterica — 1951
  - Volume 4: Guarigione esoterica — 1953
  - Volume 5: I Raggi e le Iniziazioni — 1960

Di Alice A. Bailey
- La coscienza dell'atomo Archiviato il 6 giugno 2016 in Internet Archive. — 1922
- L'Anima e il suo meccanismo — 1930
- Dall'intelletto all'intuizione — 1932
- Da Betlemme al Calvario — 1937
- Autobiografia incompiuta — 1951
- Le Fatiche di Ercole — 1974

Estratti dalle opere di A. Bailey
- Un compendio sulla Morte, la Grande Avventura
- Un compendio sul Sesso
- L'energia dei Sette Raggi
- Riflettici